# 城堡博物馆
城堡博物馆（意大利语：Museo Civico di Castelvecchio）位于意大利北部维罗纳的一个中世纪城堡内。建筑师卡洛·斯卡帕（Carlo Scarpa）在1959年至1973年间进行了修复，使建筑和展品的外观得到了改善。斯卡帕进行修复时，将古建修复、美术馆的构建与展品陈列做为一个整体进行再创作。他的思路是将展品与古堡内的空间一并构思；同时把展品陈列的支架、台座、背板以及固定方式一起设计，连材质、颜色和制作工艺全都视为一个整体。
这次修复完美地平衡了新旧建筑的特点，揭示了原有建筑的历史。这种方法在当时并不常见，而如今已成为一种常见的建筑翻新方法。

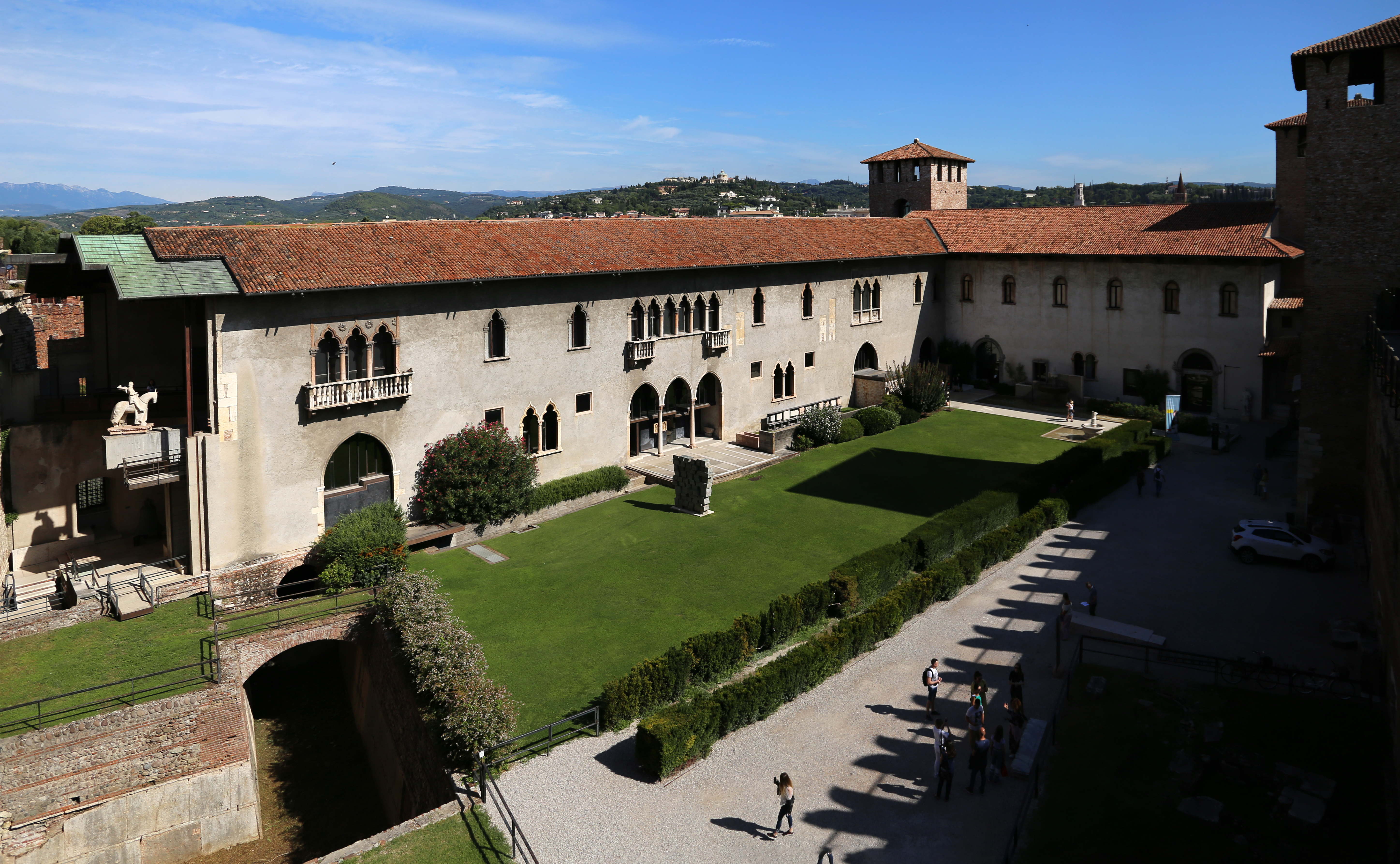
城堡博物馆

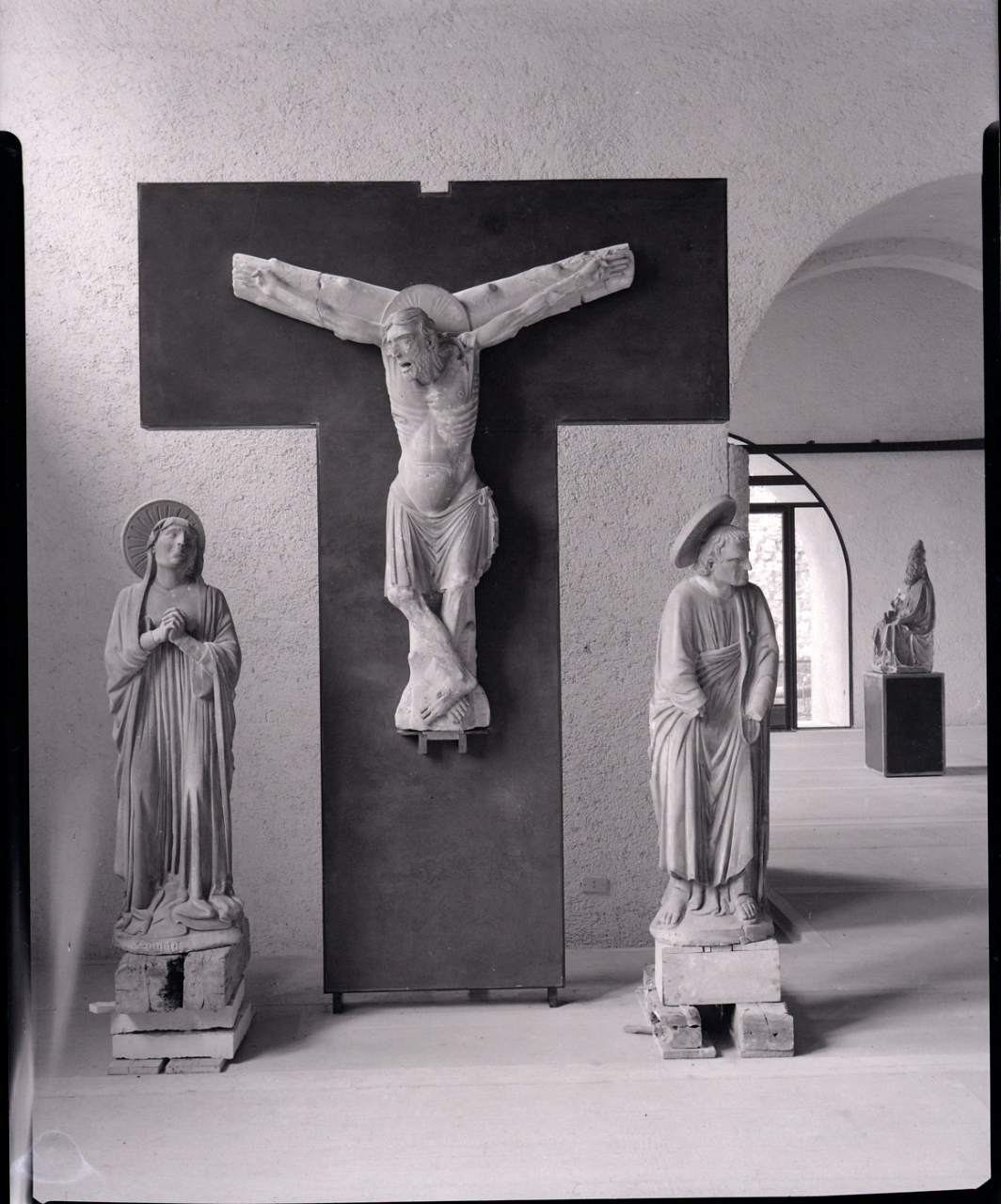
"The Crucifix and the Weepers". Photo by Paolo Monti, 1961 (Fondo Paolo Monti, BEIC).

## 展品
博物馆展出了雕塑、雕像、绘画、古代武器、陶瓷、黄金制品、微型模型和一些古老的钟。
雕塑作品主要来自维罗纳的罗曼式建筑时期，包括：
- 1179年的浮雕的塞吉乌斯和巴克斯的坟墓。
- 4世纪凝灰岩作品“十字架”，出自托巴圣贾科莫教堂，由圣阿纳斯塔西亚大师创作。
- “圣塞西莉亚和凯瑟琳娜”，出自圣阿纳斯塔西亚的同一位大师。
- 坎格兰德一世德拉斯卡拉的马术雕像，来自斯卡利格陵墓群。

绘画作品包括：
- 皮萨内罗的《圣母像》
- 斯特凡诺·达·维罗纳（Stefano da Verona）或米切利诺·达·贝索佐（Michelino da Besozzo）的《玫瑰园中的圣母》
- 雅格布·贝里尼的《Madonna dell'Umiltà 》
- 真蒂莱·贝利尼的《Madonna with Child》
- 吉罗拉莫·戴·利布里的《Madonna of the Oak 》
- 安德里亚·曼特格纳的《Holy Family 》

还有许多14世纪的油画和壁画。

## 画廊

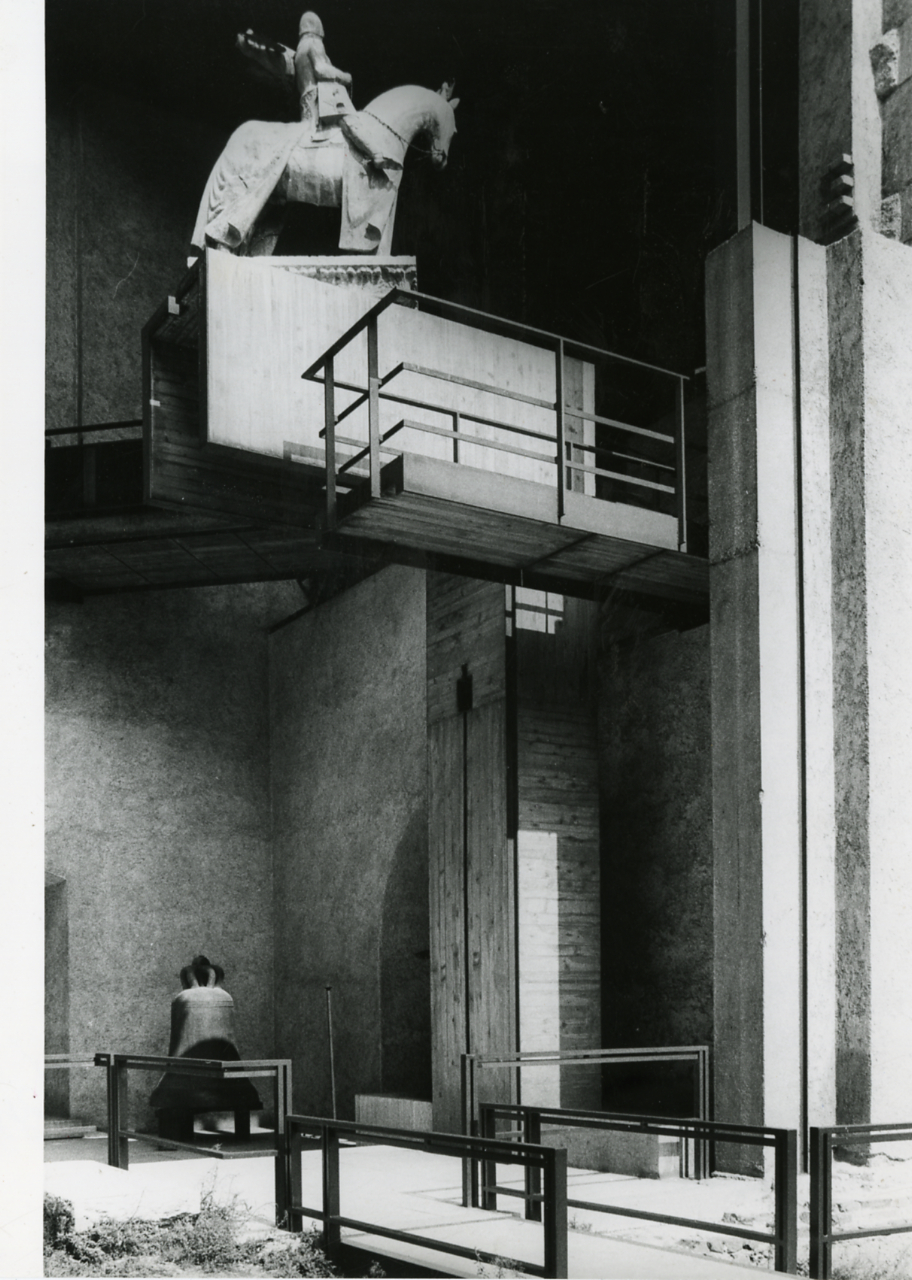
斯卡帕使用现代材料为艺术品搭建了一个平台。照片1982年由保罗·蒙蒂拍摄。
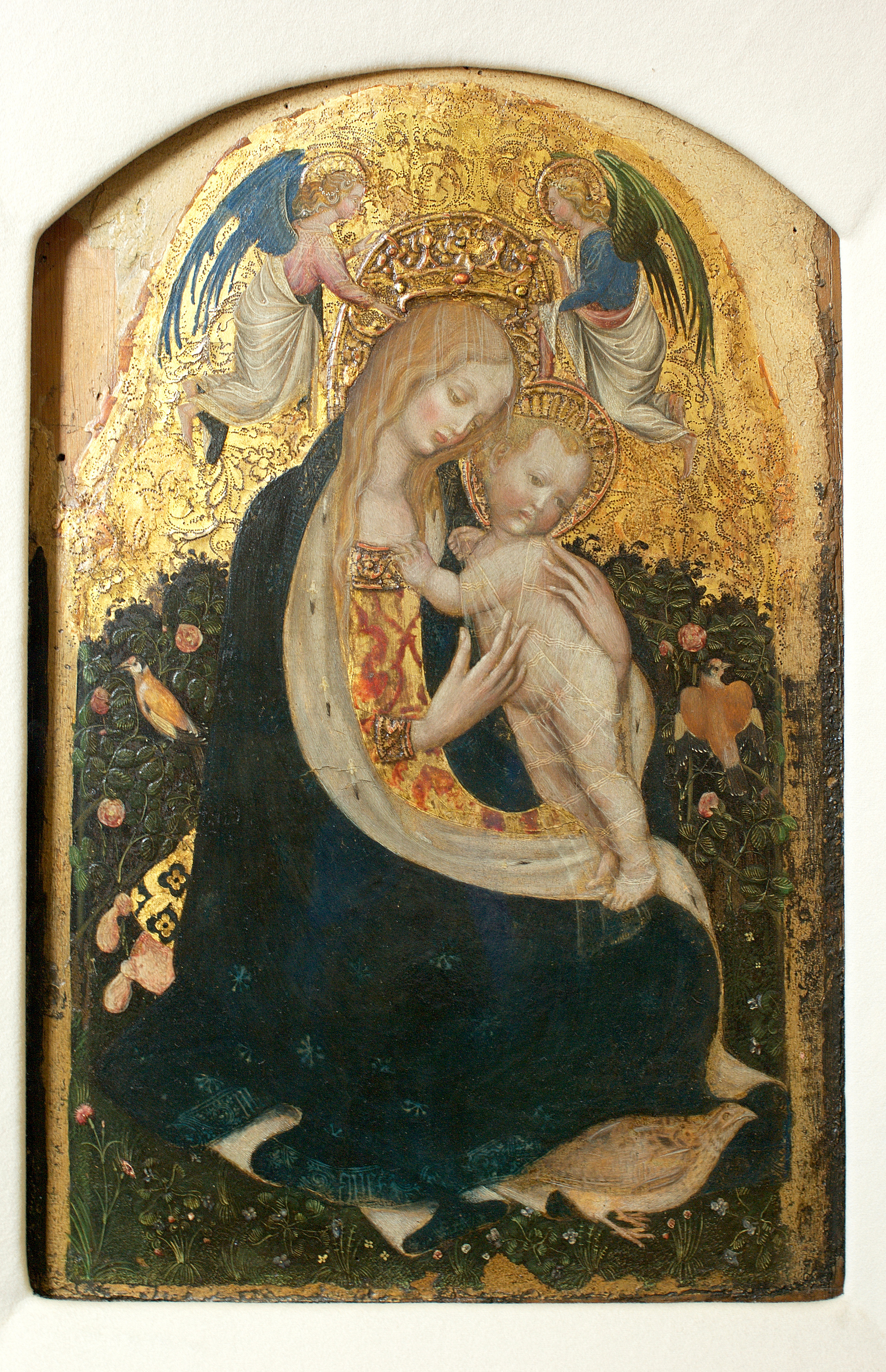
皮萨内罗的《圣母像》
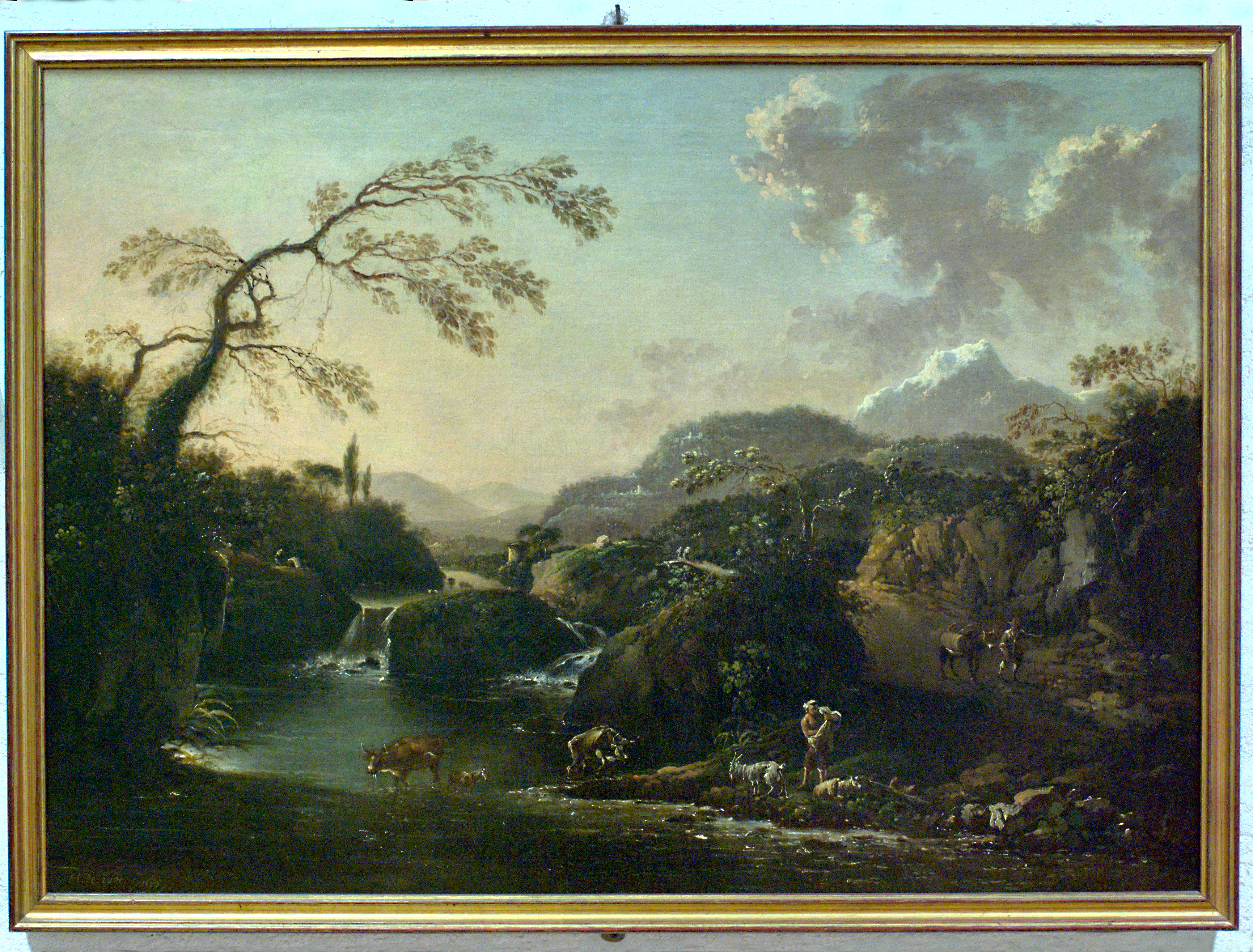
Hans de Jode 1657 - Landscape with waterfall - 维罗纳城堡博物馆，2015年被盗，现已被追回
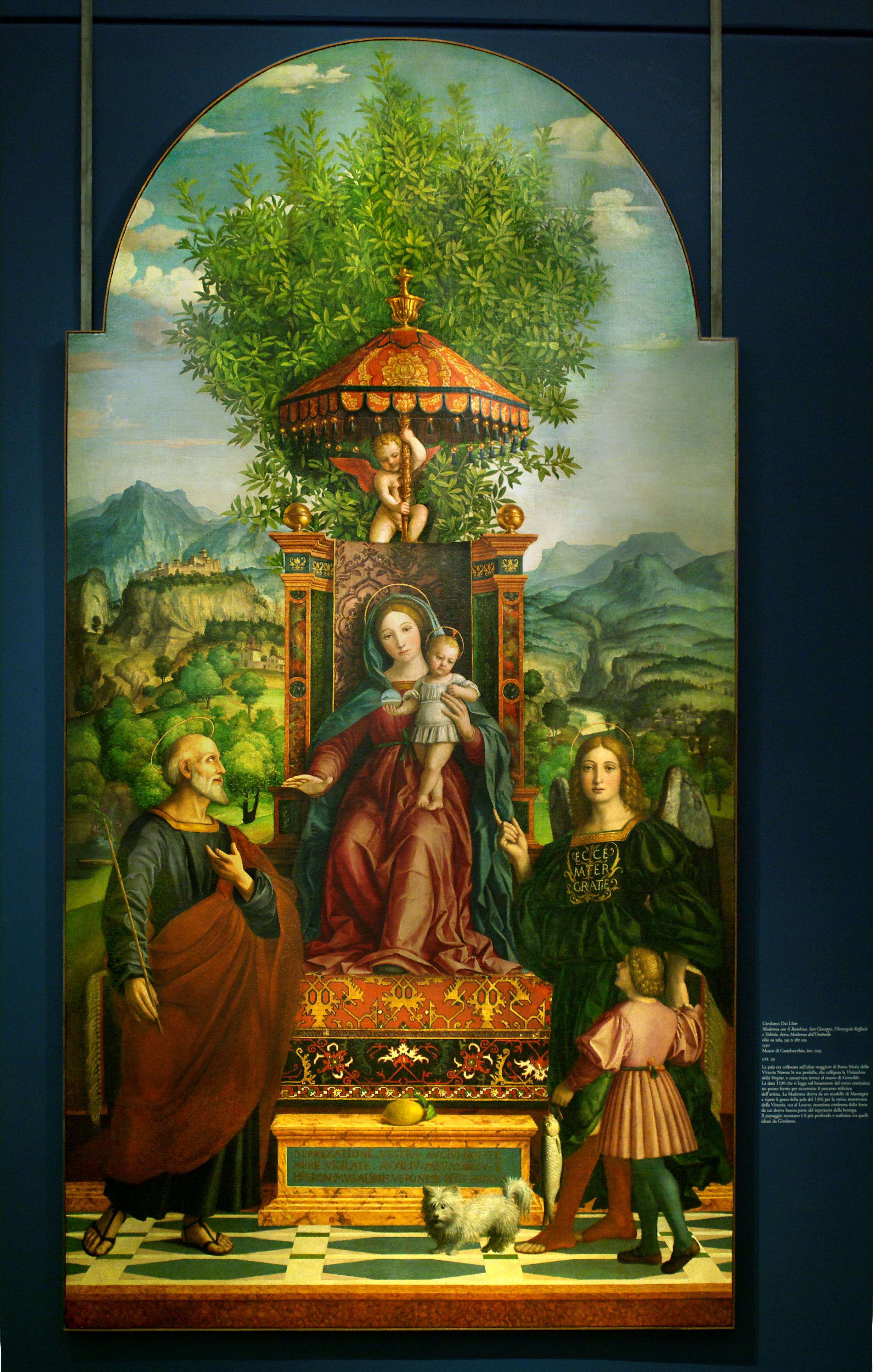
《Madonna dell'Ombrello》，由Girolamo dai Libri在1530年创作，目前在维罗纳城堡博物馆。
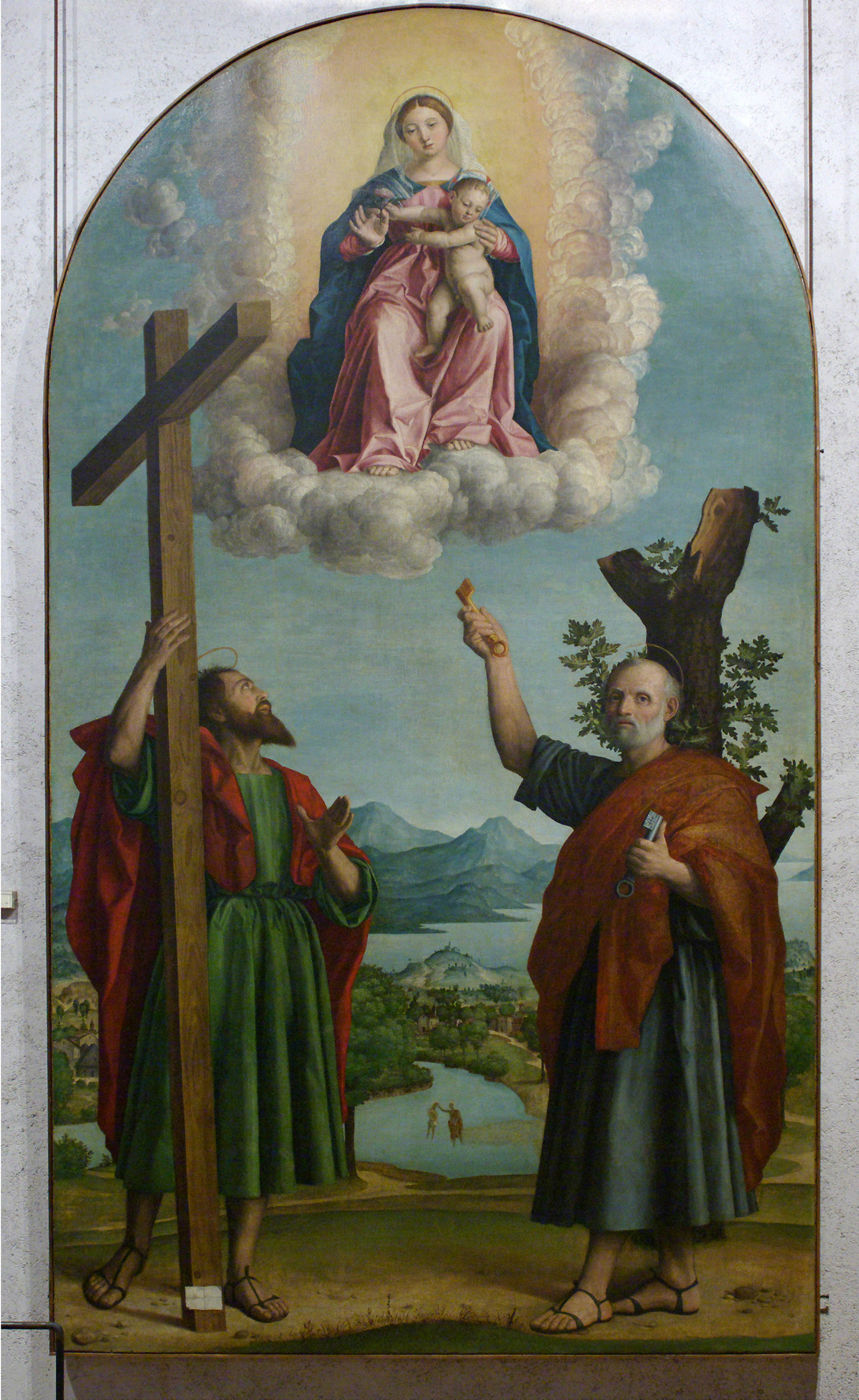
《Madonna of the Oak》，Girolamo dai Libri著，维罗纳城堡博物馆（意大利）。